# Limnophyes carolinensis
Limnophyes carolinensis är en tvåvingeart som beskrevs av Ole Anton Saether 1975. Limnophyes carolinensis ingår i släktet Limnophyes och familjen fjädermyggor.
Artens utbredningsområde är South Carolina. Inga underarter finns listade i Catalogue of Life.